# 歯愛メディカル
株式会社歯愛メディカル（しいあいメディカル、英: C.I.MEDICAL CO.,LTD.）は、石川県白山市に本社を置く、医療関係者向けに通信販売等を行う企業。

## 概要
2000年に全国の歯科医院や歯科大学等に歯科材料の通信販売を行う目的で設立され、全国約8万の歯科医院の9割と取引を行う、同分野で最大手の企業である。東証の機関投資家向け市場「TOKYO PRO Market」に北陸三県の企業で初めて上場し、同市場からJASDAQ市場に変更した初の企業。

## 沿革
- 2000年1月 - 株式会社歯愛メディカル設立
- 2007年3月 - 本社を石川県白山市鹿島町へ移転
- 2014年10月 - 本社機能を石川県白山市旭丘へ移転
- 2016年
  - 6月 - 東京証券取引所 TOKYO PRO Market上場
  - 10月 - エア・ウォーター株式会社との資本業務提携[7]
- 2017年12月 - 東京証券取引所 JASDAQ（スタンダード）上場
- 2018年10月 - 10月4日に東京証券取引所第一部または第二部へ市場へ変更する予定であることを発表したが[8]、10月12日に市場変更を取り消すことを発表[9]。
- 2022年4月4日 - 東京証券取引所の市場区分見直しにより、東京証券取引所スタンダードへ移行。
- 2024年
  - 7月1日 - 株式会社セブン&アイ・ホールディングスから株式会社ニッセンホールディングスの全株式を取得。子会社化した[10][11]。
  - 12月20日 - 株式会社白鳩を、株式公開買付けによりその他関連会社から連結子会社に変更[12][13]。